# جیم بل
جیم بل (انگلیسی: Jim Bell؛ زادهٔ ۱۹۵۸) یک مهندس و کریپتو-آنارشیست اهل ایالات متحده آمریکا است.